# Cam Ward (giocatore di football americano)
Cameron Anthony Ward (West Columbia, 25 maggio 2002) è un giocatore di football americano statunitense che milita nel ruolo di quarterback per i Tennessee Titans della National Football League (NFL). È stato scelto come primo assoluto nel Draft NFL 2025.

## Carriera universitaria

### Incarnate Word
Ward iniziò la sua carriera nel college football alla University of the Incarnate Word. Fu nominato quarterback titolare dei Cardinals prima della sua stagione di debutto, che si disputò in primavera a causa della pandemia di COVID-19. Quell'anno passò 2.260 yard e guidò la FCS con 24 passaggi da touchdown, con 4 intercetti e 2 touchdown su corsa, venendo premiato con il Jerry Rice Award come miglior debuttante della FCS. L'anno seguente passò 4.648 yard e 47 touchdown, con 10 intercetti, venendo premiato come giocatore offensivo dell'anno della Southland Conference. A fine anno decise di cambiare istituto.

### Washington State
Ward annunciò che sarebbe passato a Washington State il 10 gennaio 2022. Durante gli allenamenti primaverili fu nominato quarterback titolare per la stagione a venire. Quell'anno completò il 64,4% dei suoi passaggi, con 3.231 yard, 23 touchdown e 9 intercetti, oltre a cinque touchdown su corsa. L'anno successivo passò 3.735 yard, 25 touchdown e 7 intercetti, prima di annunciare il 1º dicembre 2023 che avrebbe nuovamente cambiato istituto. Si laureò a WSU durante la sessione di dicembre. Il 1º gennaio 2024 Ward si dichiarò eleggibile per il Draft NFL 2024 tramite X, l'ex Twitter.

### Miami

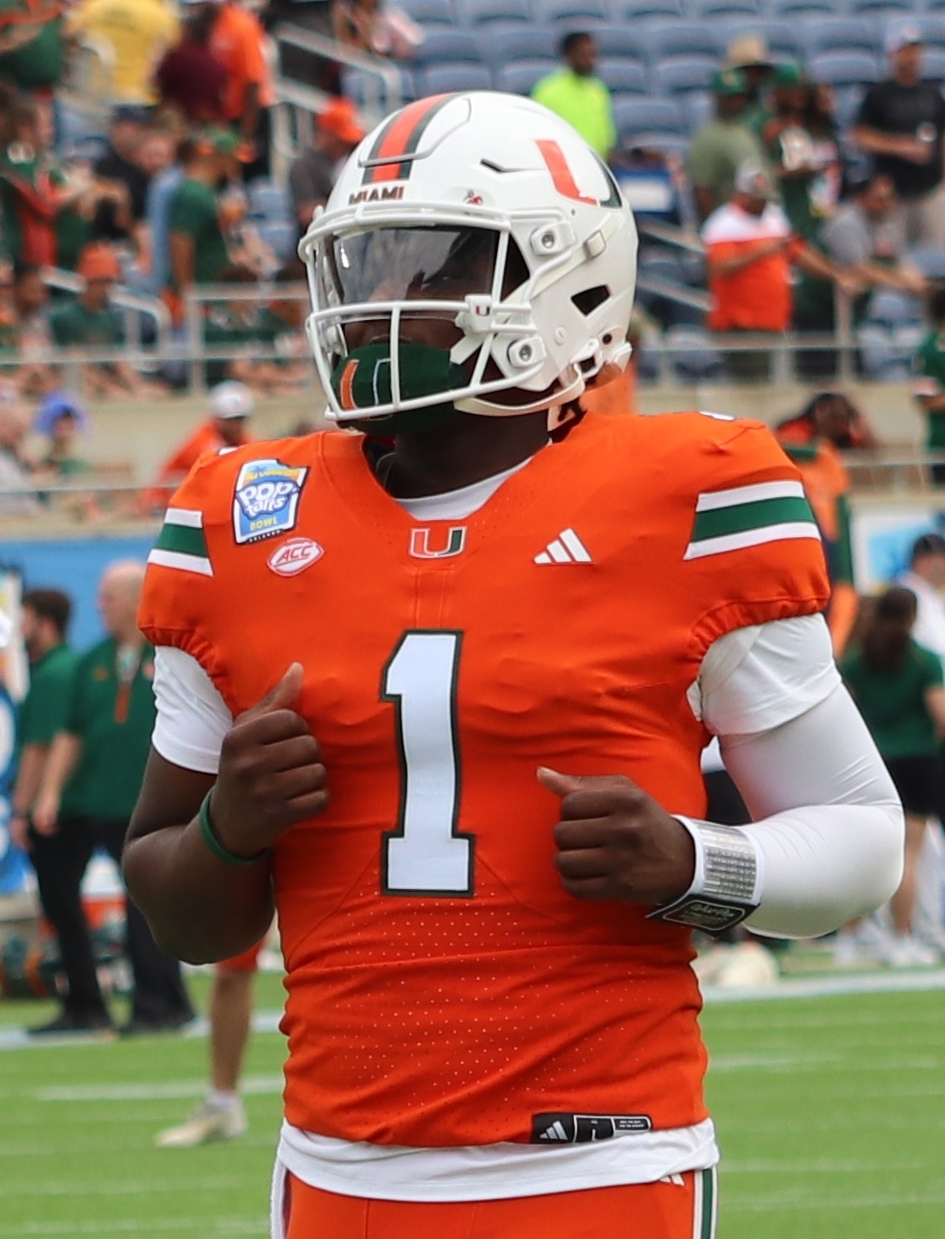
Ward nel 2024 con i Miami Hurricanes

Dopo essersi inizialmente dichiarato eleggibile per il Draft NFL, Ward cambiò idea e decise di passare a giocare per Miami. Ciò avvenne per migliorare le sue quotazioni in vista del draft successivo e sfruttare la nuova politica della NCAA che gli permetteva di capitalizzare con gli sponsor, la cosiddetta "NIL" (Name, Image, and Likeness). Nella prima partita con gli Hurricanes portò la squadra alla vittoria per 41-17 su Florida completando 26 passaggi su 35 per 385 yard, 3 touchdown e un intercetto, venendo premiato come giocatore offensivo della settimana dell'Atlantic Coast Conference. Nella vittoria su Florida A&M passò 304 yard, 3 touchdown e ne segnò uno su corsa. Nella vittoria contro Ball State passò 346 yard e 5 touchdown. Nella vittoria contro South Florida passò 404 yard, 3 touchdown e un intercetto, venendo premiato come quarterback della settimana della ACC, con il Manning Award Star of the Week e con l'Earl Campbell Tyler Rose Player of the Week. Contro Virginia Tech passò 343 yard, touchdown e un intercetto, venendo di nuovo premiato come quarterback della settimana della ACC. Contro California guidò gli Hurricanes a rimontare uno svantaggio di 25 punti nel secondo tempo e a vincere per 39-38, passando 437 yard, 2 touchdown e un intercetto, oltre a un touchdown su corsa. Per questa prestazione fu premiato dall'Associated Press come giocatore della settimana, come quarterback della settimana della ACC e con il  Manning Award Star of the Week. Nella vittoria contro Louisville passò 319 yard e 4 touchdown, venendo premiato come Maxwell Award National Player of the Week, quarterback della settimana della ACC e ancora come Manning Award Star of the Week. Contro Florida State segnò il primo touchdown su ricezione in carriera. Nella vittoria su Duke passò 400 yard, 5 touchdown e un intercetto, vincendo il Manning Award Star of the Week e il premio di quarterback della settimana della ACC. Nella sconfitta contro Georgia Tech superò il record di Miami di Steve Walsh per passaggi da touchdown in una stagione. A fine anno fu premiato sia come giocatore dell'anno che come giocatore offensivo dell'anno della ACC. Il 9 dicembre fu nominato uno dei quattro finalisti dell'Heisman Trophy, assieme a Dillon Gabriel, Travis Hunter e Ashton Jeanty. Il 12 dicembre fu premiato con il Davey O'Brien Award come miglior quarterback della stagione del college football.

## Carriera professionistica

### Tennessee Titans
Ward era considerato il miglior quarterback selezionabile nel Draft NFL 2025. Il 24 aprile fu scelto come primo assoluto dai Tennessee Titans. Anche se il numero di maglia utilizzato al college (il numero 1) era stato ritirato dal club in onore di Warren Moon, a Ward fu concesso di utilizzarlo durante la sua conferenza stampa di presentazione.